# Bodhi
Bodhi és un terme en pali i en sànscrit que tradicionalment s'ha traduït com 'il·luminació'. La paraula buda fa referència a aquell que ha aconseguit el bodhi, que també es pot traduir més literalment com 'despertar'.
Tot i que el seu ús més comú en el context del budisme el bodhi també és un terme tècnic amb diversos usos en altres religions índies. És un nom abstracte que prové de l'arrel verbal budh (despertar, estar alerta, saber, adonar-se, comprendre) corresponent als verbs bujjhati (en pali) i bodhati o budhiate (en sànscrit).
En el budisme primigeni bodhi era sinònim del concepte de nirvana, emprant només algunes metàfores diferents per descriure l'experiència que implicava l'extinció de raga (cobdícia), dosa (odi) i moha (engany).
En l'escola mahayana, tanmateix, l'estatus de nirvana es devalua en algunes escriptures, arribant a referir-se només a l'extinció de la cobdícia i de l'odi, el que implica que l'engany està present en aquell que arriba al nirvana i és necessari obtenir el bodhi per erradicar-lo.
Per tant, d'acord amb el budisme mahayana, l'arhat és aquella persona que ha obtingut només nirvana, tot i que encara està subjecte a l'engany, mentre que el bodhisattva no només arriba al nirvana, sinó també el total alliberament de l'engany; així obté la il·luminació i arriba a ser un buda. En el budisme theravada, bodhi i nirvana tenen el mateix significat, el d'estar lliure de la cobdícia, de l'odi i de l'engany.